# Moulin à eau de Saint-Eugène-de-l'Islet
Le Moulin à eau de Saint-Eugène-de-l'Islet est l'un des derniers moulins à eau du Québec au Canada. Il est situé à L'Islet, secteur Saint-Eugène.

## Identification
- Nom du bâtiment : Moulin à eau de Saint-Eugène
- Adresse civique : 46, route Tortue
- Municipalité : L'Islet
- Propriété : Privée

## Construction
- Date de construction : 1841
- Nom du constructeur : Joseph Aubert, menuisier[1]
- Nom du propriétaire initial : Jean-Baptiste Couillard-Després, seigneur

## Chronologie
- Évolution du bâtiment :
- Autres occupants ou propriétaires marquants :
- Transformations majeures : ragrandissement par une bâtisse communiquant avec le bâtiment principal

## Mise en valeur
- Constat de mise en valeur :
- Site d'origine : Oui
- Constat sommaire d'intégrité :
- Responsable :